# فيزياء الفضاء

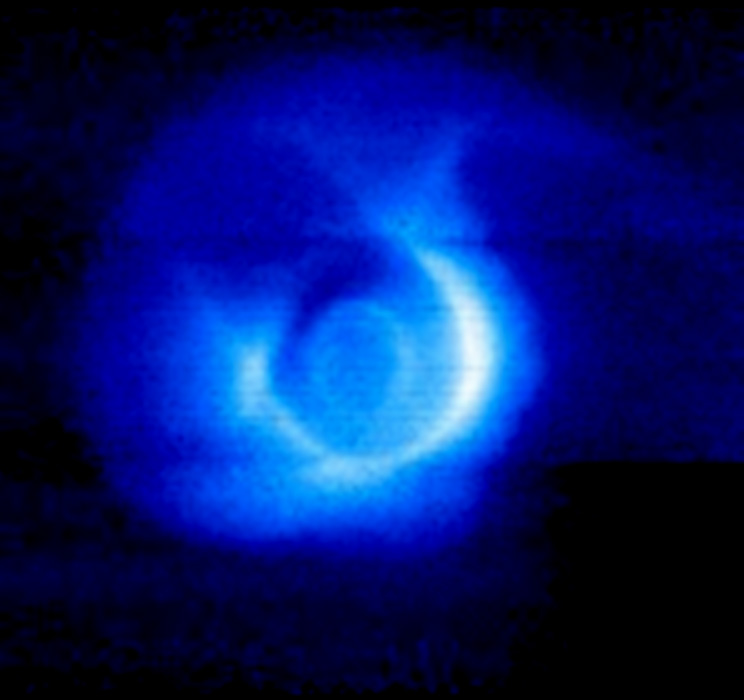

فيزياء الفضاء هو دراسة البلازما في شكلها الطبيعي الذي يحدث في المجال الجوي العلوي للأرض (دراسة الفلكيات الجوية) وفي داخل النظام الشمسي. على هذا الاساس، تندرج تحته دراسة ظواهر عدّة  في مجال الفيزياء الشمسية والتي تشمل: الرياح الشمسية, الغلاف المغنطيسي والغلاف الأيوني للكواكب، الشفق القطبي، الأشعة الكونية والإشعاع السنكروتروني. إن دراسة هذه الظواهر امر اساسي لدراسة الطقس الفضائي. بالإضافة إلى ذلك فإن لفيزياء الفضاء أهمية تطبيقيّة في حياتنا اليومية فضلا عن أهميّته المعرفيّة، وتحديدا في مجال سلامة الأقمار الصناعيّة، الاتصالات وأقمار الطقس الصناعية.
يختلف علم الفيزياء الفضاء عن فيزياء البلازما الفلكية  وعن مجال الفيزياء الفلكية بشكل عام,  والتي هي دراسات مماثلة لظواهر البلازما ولكن على مقياس أكبر من نظامنا الشمسي. تستخدم فيزياء الفضاء قياسات تؤخذ في الموقع من علو مرتفع عبر الصواريخ والمركبات الفضائية، وهي على نقيض فيزياء البلازمة الفلكية التي تعتمد على النظريات ومشاهدات الأرصاد الفلكية.